# Samuel Fielden

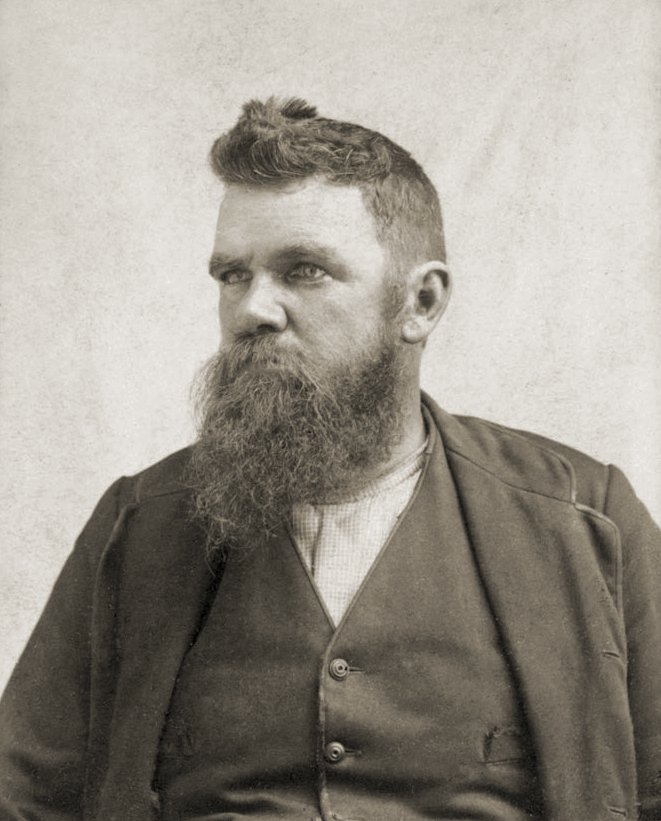
Samuel Fielden (1886)

Samuel „Sam“ Fielden (* 25. Februar 1847 in Todmorden, West Riding of Yorkshire, England; † 7. Februar 1922 in Colorado) war ein amerikanischer methodistischer Prediger, Sozialist, Anarchist und Aktivist. Er gehörte zu den acht Personen, die im Zusammenhang mit dem Bombenanschlag am Haymarket Riot verurteilt wurden.

## Leben

### Frühe Jahre
Samuel Fielden wurde als Sohn von Abraham und Alice (geb. Jackson) Fielden in Todmorden, West Riding of Yorkshire in England, geboren. Fielden kannte seine Mutter kaum, da sie starb, als er 10 Jahre alt war. Sein Vater war ein verarmter Vorarbeiter in einer Baumwollspinnerei, er war ein aktiver Sozialaktivist. Er gehörte zu der Arbeiterbewegung, die sich für den 10-Stunden-Tag in England einsetzte, und war auch bei den Chartisten aktiv.
Im Alter von acht Jahren begann Fielden, in einer Baumwollspinnerei zu arbeiten und war entsetzt von den schlechten Arbeitsbedingungen. Nach Erreichen seiner Volljährigkeit wanderte er in die Vereinigten Staaten aus. Im Jahr 1869 zog er nach Chicago, wo er verschiedene Arbeiten annahm und manchmal in den Süden reiste, um dort Arbeit zu finden. Schließlich ließ er sich dauerhaft in Chicago nieder und wurde selbständiger Fuhrunternehmer. Dazu studierte er Theologie und wurde Laienprediger in der Methodist Episcopal Church. Obwohl die Kirche ihn nie ordinierte, diente er als Laienprediger in mehreren Arbeitergemeinden in der Innenstadt von Chicago.
Dort machte er sich mit sozialistischen Ideen vertraut und schloss sich 1884 hauptamtlich als Mitglied der amerikanischen Fraktion der International Working Men's Association an und wurde später zu deren Schatzmeister ernannt. Er wurde ein ständiger Redner für die Arbeiterrechte.
Fielden heiratete 1880 und wurde Vater von zwei Kindern, von denen das zweite während seiner Haftzeit geboren wurde.

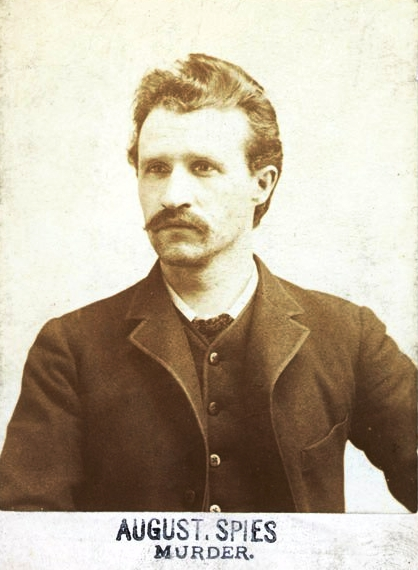
August-Spies (1886)

### Der Haymarketaufstand
Am 4. Mai 1886 war Fielden mit der Lieferung von Steinen für den deutschen Waldheim-Friedhof beschäftigt und hatte nichts von der geplanten Demonstration auf dem Haymarket gehört. Er hatte versprochen, mit einigen Arbeitern zu sprechen, doch als er nach Hause zurückkehrte, erfuhr er von einer dringenden Versammlung der American Group im Büro der Arbeiter-Zeitung, einer deutschsprachigen Zeitung für Arbeiterrechte. Da er es für seine Pflicht hielt, als Schatzmeister der amerikanischen Fraktion an dieser Sitzung teilzunehmen, ließ er seine anderen Termine absagen. Erst nach seiner Ankunft auf der Versammlung erfuhr er von der Haymarket-Demonstration.

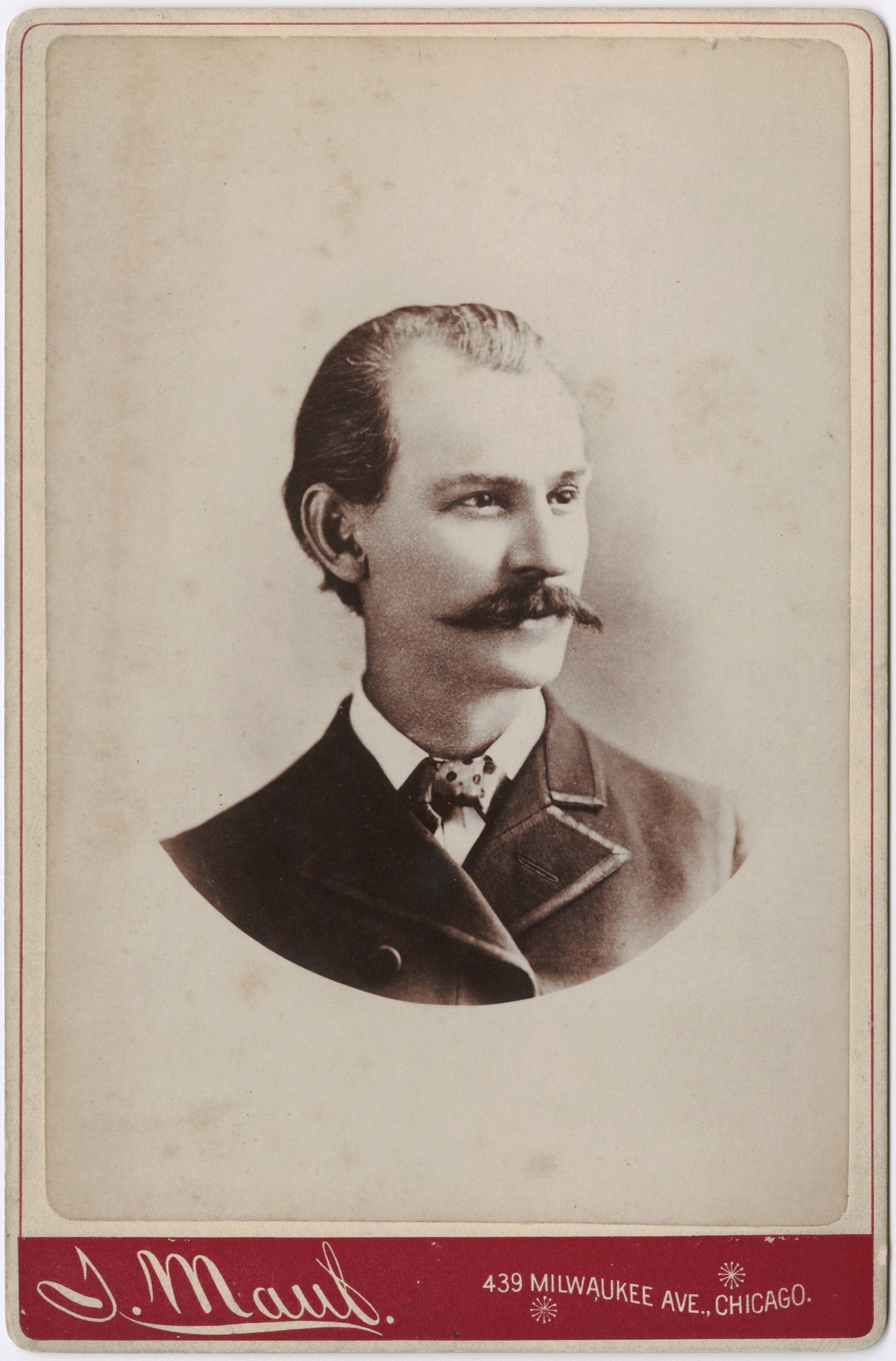
Albert Parsons (Photographie ist nicht datiert)

Nachdem er beim Haymarket angekommen war, wurde um weitere Redner gebeten, und Fielden erklärte sich zusammen mit Albert Parsons bereit, dort zu sprechen. Sie kamen gerade an, als August Spies seine Rede beendete. Parsons hielt daraufhin eine längere Rede, doch da das Wetter immer bedrohlicher wurde und sich die Menge lichtete, zögerte Fielden, seine eigene Rede zu halten, ließ sich aber schließlich überreden. Er sprach etwa 10 (Berichten zufolge 20) Minuten lang über das Bündnis von Sozialismus und Arbeiterklasse und darüber, dass das Gesetz der Feind des Arbeiters sei.
Gegen Ende seiner Rede wurde er von einer Delegation der Polizei unterbrochen, die unter der Leitung von Polizeihauptmann John Bonfield eintraf und die Versammlung auflöste. Fielden protestierte kurz, bevor er von dem Wagen abstieg, auf dem er gesprochen hatte. In diesem Moment warf jemand eine Bombe, die mitten in der Menge explodierte. Fielden wurde angeschossen und leicht am Knie verwundet, als er in dem entstandenen Chaos floh (er war der einzige Haymarket-Angeklagte, der verwundet wurde). Nachdem er die Wunde versorgt hatte, kehrte er nach Hause zurück. Am nächsten Tag wurde er verhaftet und der Verschwörung zu dem Bombenanschlag angeklagt.

### Prozess, Haft und Tod

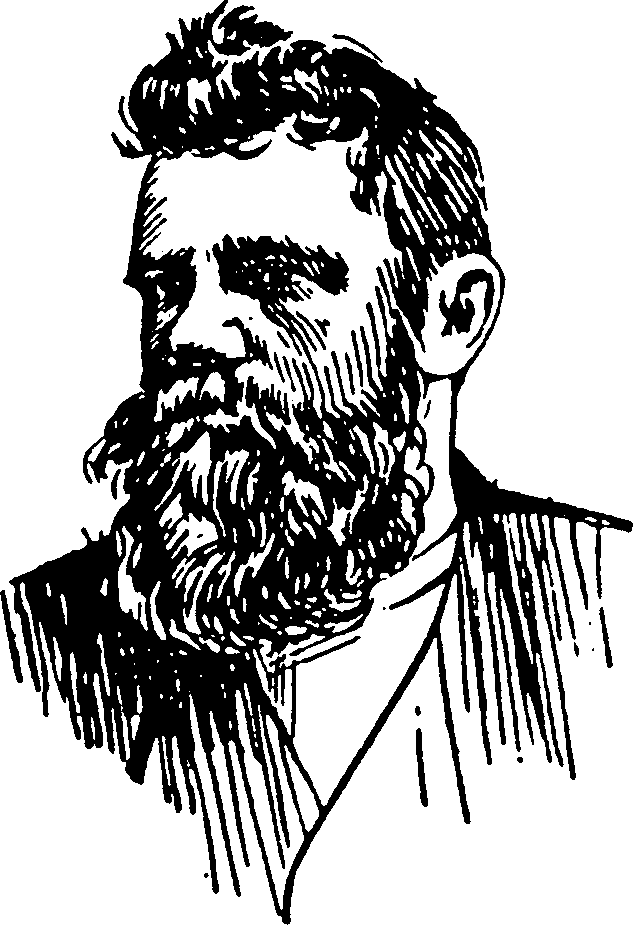
Zeichnung von Samuel Fielden (1901)

Im Prozess wurde Fielden beschuldigt, die Menge zu Aufruhr und Gewalt angestiftet zu haben. Ein Pinkerton-Detektiv berichtete, Fielden habe in der Vergangenheit den Einsatz von Dynamit und die Erschießung von Polizeibeamten befürwortet. Andere Zeugen erklärten, er habe die Menge angestachelt, indem er beim Eintreffen der Polizei vom Wagen aus verkündete: „Hier kommen jetzt die Bluthunde; Männer, tut eure Pflicht, und ich werde meine tun.“ Mehrere Polizeibeamte berichteten, sie hätten gesehen, wie Fielden eine Waffe gezogen und in ihre Reihen geschossen habe. Fielden stritt all dies ab, und mehrere andere Zeugen bestritten es, diese Äußerungen gehört oder gesehen zu haben.
Fielden wurde dann zusammen mit sechs anderen Angeklagten zum Tode verurteilt. Als er jedoch den Gouverneur von Illinois, Richard James Oglesby, schriftlich um Gnade gebeten hatte, wurde das Urteil am 10. November 1887 in lebenslange Haft umgewandelt. Er verbrachte sechs Jahre im Gefängnis, bis er schließlich am 26. Juni 1893 zusammen mit den Mitangeklagten Michael Schwab und Oscar Neebe von Gouverneur John Peter Altgeld begnadigt wurde. Nach seiner Freilassung erwarb er eine Ranch am Indian Creek im La-Veta-Tal in Colorado, wo er sich mit seiner Frau und seinen Kindern niederließ. Er starb am 7. Februar 1922 in Colorado.